# Вулиця Івасюка (Івано-Франківськ)
Вулиця Івасюка — одна з головних вулиць в Івано-Франківську, що веде від вулиці Вовчинецької, до вулиці Незалежності.